# Hilde Gebühr
Hilde Gebühr (28 de junio de 1910 - 26 de abril de 1945) fue una actriz teatral y cinematográfica de nacionalidad alemana.

## Biografía
Nacida en Dresde, Alemania, era hija del actor Otto Gebühr y su primera esposa, Cornelia Bertha Julios. Gebühr recibió formación teatral en la escuela de Louise Dumont en Düsseldorf y, tras actuar para diversos teatros, en 1932 formó parte de la compañía del Staatstheater Nürnberg. 
En el mismo año también recibió su primer papel en el cine, en la película de aventuras Die Wasserteufel von Hieflau. Además, hizo papeles de reaparto en otras dos películas. Gebühr continuó actuando en el teatro durante un tiempo, retirándose finalmente de la vida pública.
Hilde Gebühr falleció en 1945 en Schlehdorf, Alemania.

## Filmografía
- 1932: Die Wasserteufel von Hieflau
- 1933: Johannisnacht
- 1934: Rivalen der Luft - Ein Segelfliegerfilm